# Překlady bible
Překlady Písma svatého mají dlouhou historii. Překlady bible, pořízené před začátkem letopočtu a v prvních staletích po Kristu jsou významné nejen proto, že často byly a jsou dodnes oficiálními verzemi mnoha církví, ale i z důvodů textové kritiky, která jejich prostřednictvím postupuje k objevení původní verze biblických knih. Protože Bible je překládána do většiny jazyků, téměř každý jazyk má historii svých překladů bible.
Originálním jazykem Starého zákona je hebrejština a aramejština. Originálním jazykem Nového zákona je řečtina. Prvním významným překladem byl překlad původního Starého zákona do řečtiny ve 3. století př. n. l., tzv. Septuaginta. Dalším důležitým překladem, nyní už celé bible, byla Vulgata, což je překlad do latiny na přelomu 4. a 5. století našeho letopočtu.

## Staré překlady

### Řecké překlady
Do klasické řečtiny se překládal pouze Starý zákon, neboť Nový zákon je v tomto jazyce psán přímo. Již před přelomem letopočtu vzniká v Alexandrii řecký překlad bible, tzv. Septuaginta (lat. sedmdesát podle legendárního počtu 72 překladatelů). O několik století po ní, od 2. do 3. století, vznikly další překlady Starého zákona do řečtiny (viz Starořecké překlady bible).

### Syrské překlady
Než byl vůbec do syrštiny přeložen Nový zákon, existoval již kompilát ze čtyř evangelií, tzv. Tatiánův Diatessaron. Další, pozdější překlady Nového zákona jsou: Starosyrský překlad Nového zákona, jeho revize v Pešitě, Harkelův Nový zákon či Filoxenův Nový zákon. Nejstarším překladem Starého zákona do syrštiny je verze nacházející se v Pešitě; druhým významným překladem je Syrská hexapla.

### Latinské překlady
Nejstarším latinským překladem je tzv. Vetus latina, která vznikala mezi 2. a 3. stoletím. Nejedná se o ucelený překlad, ale obecně o latinské překlady všech biblických knih pořízených před Jeronýmem. Velmi význačným překladem do latiny je tzv. Vulgata, jejímž základem jsou Jeronýmovy překlady většinou z hebrejské předlohy Starého zákona. Vulgáta postupně nahradila a od karolinské doby téměř zcela vytlačila Vetus latinu. Vulgáta, oficiální text západního křesťanství po celý středověk, doznala v průběhu staletí různých verzí a přepracování. Ve 20. století pak vzniká péčí benediktinských mnichů nový překlad vycházející z poznatků moderní biblické vědy, tzv. Nova Vulgata.

### Koptské překlady
Koptské biblické rukopisy obsahující všechny knihy bible jsou známy až z 10. a 11. století. Přesto již ve třetím století po Kr. byly přeloženy do koptštiny, konkrétně do sahidského dialektu. Jelikož byl později tento dialekt potlačen dialektem bahairským, byly biblické knihy přeloženy do tohoto dialektu. Bahairské rukopisy jsou dochovány již z 4. a 5. století. Jejich předností je skutečnost, že v případě Nového zákona staví na tzv. alexandrijském textu (viz Textové rodiny Nového zákona).

### Gótský překlad
Překlad Písma do gótštiny byl pořízen v polovině 4. století Wulfilou. Blíže viz Gótský překlad bible.

### Staroslověnské překlady
Velmi významným počinem byl též překlad Písma do staroslověnského jazyka sv. Konstantinem Cyrilem a Metodějem (26. října 883) během jejich velkomoravské mise (počátek 862). Z tohoto překladu vychází česká překladatelská tradice.

### Arménské překlady
Do Arménie se křesťanství dostalo ze Sýrie, což mělo vliv i na první arménské překlady. Literární (vlastní i překladová) tvorba byla umožněna, když Mesrop (Maštoc) vytvořil v roce 406 arménskou abecedu. Sám Maštoc a několik jeho spolupracovníků pak přeložili Písmo, liturgické texty a některé texty církevních Otců, zvláště syrských.
První překlad byl vytvořen na základě předloh jak syrských, tak řeckých (v tom případě se u Starého zákona jednalo o Lúkianovu verzi). Druhý překlad nebo revize (těžko posoudit) vznikl již na základě řeckého střídavě hexaplárního a Lúkianova textu. Evangelia první verze byla přeložena ze syrštiny, v druhé verzi již z řečtiny patrně na základě textu raného byzantského typu.
Přesto i druhý překlad kopíroval rozsah syrského kánonu; v kánonu chybělo Zjevení Janovo, 2. list Petrův a navíc se zde nacházel apokryfní 3. list Korintským. Starozákonní kánon obsahuje knihy v závislosti na Septuagintě s výjimkou 4. knihy Makabejské; navíc některé rukopisy obsahují 4. knihu Ezdrášovu a Závěť dvanácti patriarchů. Kniha Zjevení, 4. kniha Ezdrášova a Sírachovec se začaly objevovat častěji poté, co se Arménie v Kilikii dostala do styku se západním křesťasnstvím a jeho Vulgatou.

### Ázerbájdžánský překlad
Prvním ázerbájdžánským překladem bylo Evangelium podle Matouše, které přeložili Mirza Farrukh a Feliks Zaręba. Bylo publikováno roku 1842 v Londýně. Celý Nový zákon byl přeložen a vydán v Londýně roku 1878 a Starý zákon roku 1891. V roce 1982 byl stockholmským institutem pro překlad bible vydán překlad Nového zákona od Mirzy Khazara v moderním ázerbájdžánském jazyce. Khazarův překlad Starého zákona byl přepsán do moderního jazyka v roce 1984, ale nebyl vydán.

## Období reformace

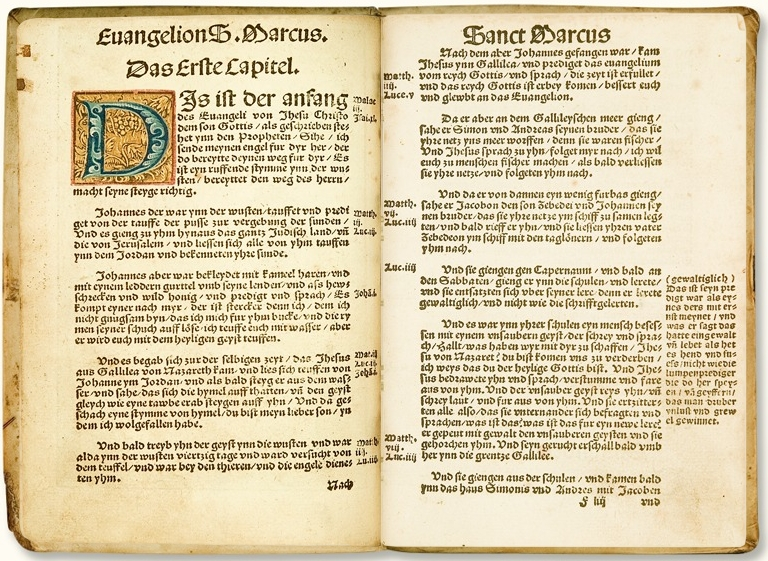
Lutherova bible

Významným podnětem pro nové překlady bylo období reformace v 16. století. Reformátoři dávali důraz na návrat k původnímu křesťanství očištěnému od pozdějších přídavků a na studium bible i laiky. Z toho také vyplynula potřeba nových překladů, které se pořizovaly z původních jazyků – na rozdíl od středověkých překladů z latinské Vulgáty. Katolická církev zůstala věrná revidovanému textu Vulgáty.
Ke známým překladům z původních jazyků patří díla protestantských teologů, německý překlad Martina Luthera, francouzský překlad Jana Kalvína (Ženevská bible), česká Bible kralická, italský překlad Giovanniho Diodati či anglická (anglikánská) Bible krále Jakuba.
Další překlady:
- Bible brestská – překlad do polštiny
- Bible Gustava Vasy – švédská bible vycházející z Lutherova překladu

## Novodobé překlady
V dnešní době se vydávání bible ve velkém měřítku věnují Mezinárodní biblická společnost (IBS) a WBT. Jen tyto dvě organizace vydávají bibli nebo její část ve více než 600 jazycích pro 127 zemí. V současné době (2007) pracuje IBS na překladu bible do dalších 50 jazyků, na němž se podílí přes 500 odborníků. WBT koordinuje práci asi 6600 lidí překládajících bibli v 90 zemích na světě.
Kromě již existujících překladů je bible i nadále překládána, a to z pochopitelného důvodu, neboť každý jazyk podléhá změnám. Různá biblická vydání se také liší svým stylem podle zaměření, ke kterému jsou určena. Například se vznikem internetu se objevil na sklonku 20. století online anglický překlad NET Bible.

## České překlady bible
Velmi významným počinem byl překlad Písma do staroslověnského jazyka sv. Konstantinem Cyrilem a Metodějem (26. října 883) během jejich velkomoravské mise (počátek 862). Z tohoto překladu vychází česká překladatelská tradice.
Ve 14. století vznikly nejstarší české překlady – např. Bible leskovecko-drážďanská (1360) či Bible olomoucká a Bible třeboňská.
Nejvýznamnějším a nejznámějším českým překladem je Bible kralická („Šestidílka“, 1579–1594, poslední revize z roku 1613), první český překlad z původních jazyků. Bible kralických bratří (viz Kralice nad Oslavou) byla a je skvostem české a slovanské kultury. Ve slovanských jazycích tak byla vůbec první; na světě byli Češi pátý národ, který měl Bibli ve své rodné řeči. Mezi katolickými barokními překlady vyniká třísvazková Bible svatováclavská z let 1677–1715.
Ve 20. století byl nejvýznamnějším Český ekumenický překlad, moderní překlad, který vznikal v letech 1961–1979 v rámci mezicírkevní, ekumenické spolupráce. V roce 2008 vyšla Česká synoptická Bible, která uspořádává do sloupců vedle sebe jak překlad kralický, tak ekumenický. Toto vydání Bible tak může napomoci srovnání obou překladů a lepšímu pochopení Písma Svatého.
Na přelomu tisíciletí se v České republice pracovalo nebo pracuje na šesti nových překladech bible: blíže viz moderní české překlady bible.